# Anthony Horowitz
Anthony Horowitz (* 5. dubna 1955 Stanmore, Middlesex, Spojené království) je britský spisovatel a scenárista. Známým se stal především sérií románů o dětském agentovi tajných služeb Alexu Riderovi.
Narodil se v židovské rodině. Píše především dětské knihy. Jeho knihy se prodávají ve více než dvaceti zemích po celém světě. Za své dílo byl nominován na nespočet cen. Jako scenárista napsal scénáře k televizním seriálům jako Vraždy v Midsomeru, Poirot nebo Foylova válka. Žije v severním Londýně se svou ženou Jill Greenovou a dvěma syny, Nicholasem a Cassianem.

### Temný dvorec
- Tajemství Temného dvorce
- Návrat do Temného dvorce

### Alex Rider
- Stormbreaker
- Akademie Point Blanc
- Ostrov kostlivců
- Orlí úder
- Škorpion
- Vesmírná archa
- Hadí hlava
- Krokodýlí slzy
- Škorpion se vrací
- Ruská ruleta
- Never Say Die (novel)

### Síla pětice
- Krkavčí brána
- Zlověstná hvězda
- Temnota
- Nekropole
- Zapomnění

### Diamantoví bratři
- Sokolův malteser
- Veřejný nepřítel číslo dvě
- South by south east
- Francouzské cukroví
- The blurred man
- Vím, co jsi dělal minulou středu
- Tři z Diamantových
- Řek, který ukradl vánoce

### Škola černé magie
- Škola černé magie

### Horory
- Horory na dobrou noc
- Horory na dobrou noc 2
- Horory na dobrou noc 3

### Jiné
- Dům hedvábí, 2011, česky 2012
- Moriarty, 2014, česky 2015